# جیانی پالمزه
جیانی پالمزه (انگلیسی: Gianni Palmese؛ زادهٔ ۵ مارس ۱۹۹۹) بازیکن فوتبال است.
وی همچنین در تیم ملی فوتبال زیر ۱۷ سال ایتالیا بازی کرده‌است.